# صالح أباد (عيلام)
صالح أباد هي منطقة سكنية تقع في إيران في Salehabad District. يقدر عدد سكانها بـ 1,934 نسمة .